# 118 v. Chr.
Portal Geschichte | Portal Biografien | Aktuelle Ereignisse | Jahreskalender | Tagesartikel

◄ |
3. Jahrhundert v. Chr. |
2. Jahrhundert v. Chr. |
1. Jahrhundert v. Chr. |
►

◄ | 130er v. Chr. | 120er v. Chr. | 110er v. Chr. | 100er v. Chr. |
90er v. Chr. |
►

◄◄ | ◄ | 121 v. Chr. | 120 v. Chr. | 119 v. Chr. | 118 v. Chr. |
117 v. Chr. |
116 v. Chr. |
115 v. Chr. |
► |
►►
Staatsoberhäupter

## Ereignisse
- Die römische Provinz Gallia transalpina (dt. Gallien jenseits der Alpen) mit der Hauptstadt Narbo (Colonia Narbo Martius) wird eingerichtet.
- In Numidien stirbt König Micipsa. Die Römer teilen das Reich in drei Teile. Könige werden Adherbal, Hiempsal und Jugurtha.
- Colonia Narbo Martius wird als Hauptstadt von Gallia Narbonensis gegründet.

## Geboren
- um 118 v. Chr.: Aulus Licinius Archias, römischer Dichter

## Gestorben
- Micipsa, König von Numidien